# Need for Speed: Жага швидкості
«Need for Speed: Жага швидкості» (англ. Need for Speed) — американський драматичний бойовик режисера Скотта Во, що вийшов 13 березня 2014 року. У головній ролі — Аарон Пол. Стрічка створена на основі серії ігор «Need for Speed» від Electronic Arts.
Сценаристи — Джордж Гетінс, Джон Гетінс і Джордж Нолфі, продюсери — Джон Гетінс, Патрік О'Браєн і Марк Соріен. В Україні прем'єра фільму відбулася 13 березня 2014 року, прокатник — Інтер-фільм, у США — 14 березня 2014 року.

## Сюжет
Тобі Маршалл — колишній автогонщик, володіє гаражем-майстернею у штаті Нью-Йорк, де він і його друзі ремонтують та модернізують автомобілі. У неробочий час, щоб заробити грошей, вони беруть участь у вуличних перегонах. Одного дня до майстерні прийшов колишній суперник Тобі Діно і запропонував відремонтувати Shelby Mustang, над якою працював Керролл Шелбі до своєї смерті. Діно запропонував 25 % суми від продажу, яка ймовірно складатиме 2 млн доларів. Тобі погодився, на запитання друзів, відповів, що у них не найкраще фінансове становище.
Після завершення проєкту, автомобіль виставлений на аукціон. Британка Джулія згодна заплатити 3 млн, якщо Shelby досягне швидкості 370 км/год. Наступного дня Тобі розігнав машину до 374 км/год, Джулія купила Mustang за 2,7 млн. Діно пропонує Тобі та його партнеру Піту позмагатись на Koenigsegg Agera його дядька, які заборонені у країні. Якщо Тобі переможе, отримає 75 % від продажу Ford Mustang, інакше — віддасть свої 25 %. Під час гонки Діно підрізав Піта, його автомобіль злетів з дороги і згорів. Діно зник, а Тобі приписали вбивство та посадили за ґрати, оскільки відсутні докази участі Діно.
За два роки Тобі випустили умовно достроково, і він планує помститися за смерть Піта. Він хоче взяти Ford Mustang для участі у перегонах De Leon, переможець якого отримує все. Тобі та Джулія прямують до Каліфорнії, де має відбутись гонка. Їх почала переслідувати поліція по всій країні. Діно, дізнавшись, хто захотів взяти участь у змаганні, запропонував свою Lamborghini тому, хто зупинить Тобі. У Юті два позашляховика переслідують Ford, і Маверік, член екіпажу Тобі, на військовому гелікоптері перетягнув їх по повітрю. Тобі та Джулія прибули до Сан-Франциско для реєстрації у гонці, але одразу після цього їх, за вказівкою Діно, збила вантажівка, і Джулія потрапила до лікарні. Аніта, подруга Діно та сестра Піта, дізналась правду про перегони, де загинув її брат. Вона знаходить Koenigsegg та розповідає Тобі про її місце знаходження, а також віддає обручку від Діно.
Наступного дня Тобі здивував Діно, коли приїхав на Koenigsegg та віддав каблучку Аніти. Під час гонки четверо членів екіпажу з різних причин зійшли з траси, а Тобі та Діно завершують гонку вдвох на трасі California State Route 1. Діно спробував підчепити Тобі, але той вдало натиснув гальма, і автомобіль Діно вилетів на узбіччя та загорівся. Тобі, не доїжджаючи до фінішу, який видно неозброєним оком, витягнув Діно з машини. Поліція затримала обох. Koenigsegg, на якій Діно підрізав Піта, тепер стала доказом і Діно посадили до в'язниці за вбивство. За шість місяців Тобі, якого посадили за нелегальні перегони, вийшов на свободу.

## У ролях
| Актор                | Персонаж      | Роль                                                    |
| -------------------- | ------------- | ------------------------------------------------------- |
| Аарон Пол            | Тобі Маршалл  | вуличний гонщик                                         |
| Домінік Купер        | Діно Брюстер  | підприємець з модернізація автомобілів                  |
| Імоджен Путс         | Джулія Бонет  | автодилер                                               |
| Рамон Родрігес       | Джо Пек       | член команди Тобі                                       |
| Кід Каді             | Бенні         | член команди Тобі                                       |
| Рамі Малек           | Фінн          | член команди Тобі                                       |
| Майкл Кітон          | Монарх        | засновник та власник De Leon                            |
| Дакота Джонсон       | Аніта Коулмен | старша сестра Піта, колишня дівчина Тобі, наречена Діно |
| Гаррісон Джилбертсон | Піт Коулмен   | молодший брат Аніти, член команди Тобі                  |

## Створення
Стрічку почали знімати 3 квітня 2013 року в окрузі Мендосіно, що на північ від Сан-Франциско, США. Фільмування там зайняло 2 тижні із запланованих 14 тижнів створення фільму.

## Сприйняття

### Критика
Станом на 9 лютого 2014 року рейтинг очікування фільму на сайті Rotten Tomatoes становив 95 % зі 14,313 голосів, на Kino-teatr.ua — 100 % (3 голоси).
Фільм отримав змішані відгуки: Rotten Tomatoes дав оцінку 23 % на основі 150 відгуків від критиків (середня оцінка 4,3/10) і 66 % від глядачів із середньою оцінкою 3,7/5 (45,768 голосів). Загалом на сайті фільми має змішаний рейтинг, фільму зарахований «гнилий помідор» від кінокритиків, проте «попкорн» від глядачів, Internet Movie Database — 7,2/10 (31 803 голоси), Metacritic — 39/100 (38 відгуків критиків) і 7,0/10 від глядачів (226 голосів). Загалом на цьому ресурсі від критиків фільм отримав негативні відгуки, а від глядачів — позитивні.

### Касові збори
Під час показу в Україні, що розпочався 13 березня 2014 року, протягом першого тижня фільм показали у 133 кінотеатрах і він зібрав 836,457 $, що на той час дозволило йому зайняти 2 місце серед усіх прем'єр. Станом на 11 травня 2014 року показ стрічки триває 9 тижнів і за цей час стрічка зібрала 1,078,091 $. Із цим показником стріка посіла 10-те місце в українському кінопрокаті 2014 року.
Під час показу у США, що розпочався 14 березня 2014 року, протягом першого тижня фільм показали у 3,115 кінотеатрах і він зібрав 17,844,939 $, що на той час дозволило йому зайняти 3 місце серед усіх прем'єр. Станом на 11 травня 2014 року показ фільму триває 59 днів (8,4 тижня) і за цей час фільм зібрав у прокаті у США 43,189,654  доларів США, а у решті світу 159,700,000 $ (за іншими даними 143,700,000 $), тобто загалом 202,889,654 $ (за іншими даними 186,889,654 $) при бюджеті 66 млн $.